# Джонс, Нейтан (футболист)
Нейтан Джейсон Джонс (англ. Nathan Jason Jones; род. 28 мая 1973, Ронта, Гламорган) — валлийский футболист и футбольный тренер. В настоящее время — главный тренер «Чарльтона», который выступает в Чемпионшипе.

## Карьера
Джонс родился в Блэронде, шахтёрской деревушке в долине Ронда, и начал свою карьеру в молодёжной команде местного клуба «Кардифф Сити». Тем не менее в первую команду Нейтан не пробился и покинул Кардифф летом 1991 года. Первым клубом во взрослом футболе стал «Мэйстег Парк». Затем — «Тон Пентре» и клуб футбольной конференции «Мертир-Тидвил». После двух лет на «Пенидаррен Парк» в 1995 году Джонс получил повышение и перешёл в «Лутон Таун» Дэвида Плита за 10 000 фунтов стерлингов. Однако, вскоре затосковав по дому, покинул клуб, так и не сыграв за него ни одного матча. Переезд в Испанию стал новым этапом его карьеры. Джонс стал игроком клуба «Бадахос», выступавшего во втором дивизионе. Руководил клубом англичанин Колин Эддисон. Сезон 1995/96 сложился для команды весьма успешно, «Бадахос» был в шаге от повышения в классе в Ла Лигу, но уступил место «Эстремадуре». В следующем сезоне 1996/97 Джонс перешёл в «Нумансию», выступавшую в Сегунде B, и помог ей выйти в плей-офф. По собственному признанию Нейтана, время, проведённое в Испании, оказало большое влияние на его жизнь и карьеру.

## Статистика тренера
| Команда                          | Начало работы   | Завершение работы | Показатели | Показатели | Показатели | Показатели | Показатели | Прим.       |
| Команда                          | Начало работы   | Завершение работы | И          | В          | Н          | П          | % побед    | Прим.       |
| -------------------------------- | --------------- | ----------------- | ---------- | ---------- | ---------- | ---------- | ---------- | ----------- |
| Брайтон энд Хоув Альбион (и. о.) | 22 декабря 2014 | 31 декабря 2014   | 2          | 1          | 1          | 0          | 050,0      | [ 3 ] [ 4 ] |
| Лутон Таун                       | 6 января 2016   | 9 января 2019     | 170        | 87         | 46         | 37         | 051,2      | [ 4 ]       |
| Сток Сити                        | 9 января 2019   | 1 ноября 2019     | 38         | 6          | 15         | 17         | 015,8      | [ 4 ]       |
| Лутон Таун                       | 28 мая 2020     | 10 ноября 2022    | 133        | 54         | 37         | 42         | 040,6      | [ 4 ]       |
| Саутгемптон                      | 10 ноября 2022  | 12 февраля 2023   | 14         | 5          | 0          | 9          | 035,7      |             |
| Чарльтон Атлетик                 | 4 февраля 2024  | н.в.              | 19         | 6          | 10         | 3          | 031,6      |             |
| Итог                             | Итог            | Итог              | 326        | 136        | 96         | 94         | 041,7      |             |